# Красное Село
Кра́сное Село́ (до 1765 — Красное) — город в России, внутригородское муниципальное образование в составе Красносельского района города федерального значения Санкт-Петербурга.
Поселение до 1811 года официально именовалось «дворцовое село Красное» и было Удельным имением. Населённый пункт расположен в южной части района на холмах Ижорской возвышенности, у подножия которой находится лощина с озером Безымянным и рекой Дудергофкой.
На конец XIX столетия Красное село состояло из трёх слобод: Коломенской, Братошинской и Павловской. Сейчас в состав муниципального образования входит анклав — посёлок Хвойный, со всех сторон окружённый территорией Гатчинского района Ленинградской области.
Через Красное Село проходит железная дорога Санкт-Петербург — Гатчина-Балтийская, имеется станция Красное Село.
Жилищный фонд насчитывает около трёхсот домов, индивидуальный жилищный фонд — 1582 здания.

## История Красного Села

### Красное Село от Петра I до Николая I
Из Переписной книги Водской пятины известно, что уже в 1500 году на Дудоровском погосте находилась православная Введенская церковь, однако её точное месторасположение неизвестно. На шведской карте 1676 года поселение с кирхой к северу от мызы Дудергофа именуется Nowicola (Новикола) и между ним и поселением с кирхой Duderhof (Дудергоф) чуть к югу от мызы проведена прямая линия, не имеющая аналогов на данной карте и не обозначающая дорогу или реку. В русском варианте плана Ижорской земли 1705 года на месте к северу от Дудергофа указано безымянное село Нотебургского лена. На шведском оригинале 1704 года по материалам 1678 года на этом месте указана лютеранская кирха Дудерс (швед. Duders kyrk).
Пётр I в долине реки Дудергофки на Нарвской дороге выбрал место для своей соломо-сечной мельницы ещё в 1709 году, но лишь в 1716 году бумажная фабрика начала выпуск продукции.
Существует версия происхождения названия села, не подкреплённая архивными источниками, по которой для активизации обустройства хозяйства в Ингерманландии на долгий срок Пётр I переселил сюда дворцовых крестьян из подмосковного Красного Села и сёл Коломенское и Братовшино, из этого и происходит название Красное Село и названия слобод. Однако архивные документы по переселению существуют лишь для Сарской мызы — это указ Петра I от 1715 г., в рамках которого с 1716 по 1725 гг. в Царское Село было переселено около 200 дворов крестьян из разных уездов России (не только из Московского).
На плане Ингерманландии 1727 года село указано как Красное. В Атласе Всероссийском и на Карте Ладожского озера и Финского залива с прилегающими местами 1745 года так же — Красное.
В 1733 году в центре села Красного из 277 дворов на смену старой деревянной церкви Святой Екатерины по проекту архитектора И. Я. Бланка началось строительство церкви Святой Троицы, которая была построена в 1735 году и сохранилась до нашего времени. Главный престол посвящён Святой Троице, правый придел — Святой Екатерине, левый, пристроенный в 1738 году, — Святому Николаю, Никольский придел освящён в 1761 году. Через 61 год с южной стороны устроен придел во имя Симеона и Анны. Все постройки в Красном селе исторически группировались вокруг этого храма.
В селе Красном в 1764 году был устроен сокольничий двор.
С 1765 года в селе Красном по повелению Екатерины II начали проводиться регулярные большие военные манёвры, смотры, учения, в которых она сама принимала непосредственное участие, и здесь же были расквартированы, в тёплое время («летние квартиры»), гвардейские части Петербургского гарнизона. В июне — июле этого же года в ходе манёвров в селе Красном А. В. Суворов командовал Суздальским пехотным полком, а великий князь Павел Петрович (будущий император Павел I) принимал участие в манёврах как полковник Лейб-кирасирского полка.
После 1819 года начался расцвет летней военной столицы, когда Красное Село приобрёл Александр I.
С 1823 года Красное Село становится постоянным местом летнего сбора для учений и манёвров гвардейского корпуса и прикомандированных к нему частей.
В 1824 году окрестности Красного Села и Дудергофа были определены Александром I для постоянной летней дислокации петербургского гарнизона.

### Красное Село — летняя воинская столица Российской империи
С середины XIX века Красное Село достигло наибольшей известности, превратившись в летнюю воинскую столицу Российской империи. Здесь сформировался гигантский военно-учебный комплекс общей площадью около 210 км², протянувшись от Скачек до д. Виллози.
Территория Военного лагеря делилась речкой Лиговкой на авангардный (западный) и главный (восточный) берега, фронтом лагерь разворачивался на Военное поле, Известными местами здесь были Лабораторная роща, обнесённая рвом и знаменитый Царский валик. Солдаты жили в палатках, а офицеры — в хороших деревянных благоустроенных домах, выкрашенных в цвет, присвоенный полку. В учениях участвовали десятки тысяч человек, а в больших манёврах 1845 и 1853 годов — до ста двадцати тысяч. Лагерные сборы проходили в два этапа: первый — с начала мая до середины июля, когда войска занимались строевой подготовкой и стрельбами; второй — с середины июля, и он представлял собой три—четыре недели тактической подготовки, которая завершалась манёврами. В Красном Селе приняло участие в манёврах практически все высшее военное командование России того времени. Кроме учений и парадов, в Красном Селе проводились и другие воинские мероприятия, такие, как заседания Совета обороны, Высшей аттестационной комиссии или производство юнкеров в офицеры.

### Советский период
После Февральской революции 27 февраля 1917 года был создан Красносельский Совет, опорой которого стали рабочие фабрики и солдаты-большевики квартировавшего в Красном Селе 176-го пехотного полка. Во время Октябрьской революции 176-й запасной полк, во главе с комиссаром ВРК Иосифом Левенсоном, выступил на стороне большевиков. К нему присоединился 171-й Красносельский запасной полк, во главе с комиссаром Н. П. Еремеевым.
В 1919 году в Красном Селе были остановлены и разбиты войска генерала Юденича, наступавшие на Петроград. К концу ноября 1919 года войска Юденича были прижаты к эстонской границе и после перехода на эстонскую территорию разоружены и интернированы.
В 1925 году Красное Село получило статус города (впервые вопрос о преобразовании Красного Села в город был поставлен ещё в октябре 1918 года).
В период Великой Отечественной войны город был оккупирован германскими войсками 12 сентября 1941 года. Освобождён 19 января 1944 года войсками 42-й армии и 13-й воздушной армии при поддержке КБФ и соединений авиации дальнего действия в ходе Красносельско-Ропшинской операции. 16 января 1944 года приказом ВГК от 21.01.1944 № 08 45-й гвардейской стрелковой дивизии за овладение городом Красное Село присвоено почётное наименование Красносельской.
Указом Президиума Верховного Совета РСФСР от 13 апреля 1973 года Красное Село было включено в состав образованного тогда Красносельского района Ленинграда.

### Новая история Красного Села
В 1996 году Красное Село получило статус муниципального округа № 43.
В 1999 году муниципальный округ № 43 был преобразован в город Красное Село.
Согласно закону Санкт-Петербурга № 411-68 от 25 июля 2005 года «О территориальном устройстве Санкт-Петербурга» и Закону Санкт-Петербурга № 420-79 от 23 сентября 2009 года «Об организации местного самоуправления в Санкт-Петербурге», за городом Красное Село был закреплён статус внутригородского муниципального образования Санкт-Петербурга.
В сентябре 2005 года, в ходе визита в Петербург совместно с делегацией немецкого общества «Замок Ойтин» Красное Село посетили герцогиня Татьяна Ольденбургская, герцоги Иоанн и Константин Ольденбургские.
26 апреля 2012 года Красное Село посетила Мария Владимировна Романова, глава НОУ «Канцелярия Е. И. В.».
10 сентября 2021 года открыто движение по Ивангородскому проспекту — транспортному обходу Красного Села.

## Демография
| 1744    | 1862    | 1897    | 1920    | 1923    | 1926    | 1937    |
| ------- | ------- | ------- | ------- | ------- | ------- | ------- |
| 3490    | ↘2869   | ↗3126   | ↗5252   | ↗5710   | ↗6743   | ↗10 704 |
| 1939    | 1943    | 1945    | 1949    | 1959    | 1970    | 2002    |
| ↗12 654 | ↘3439   | ↘2295   | ↗6564   | ↗16 286 | ↗27 208 | ↗44 081 |
| 2010    | 2012    | 2013    | 2014    | 2015    | 2016    | 2017    |
| ↗44 323 | ↗45 015 | ↗45 631 | ↗50 251 | ↗52 573 | ↗54 422 | ↗55 550 |
| 2018    | 2019    | 2020    | 2021    | 2023    | 2025    |         |
| ↗56 758 | ↗58 110 | ↗59 066 | ↘56 533 | ↗58 652 | ↗61 162 |         |

Численность населения Красного Села в 1897—2020 годах (тыс. чел.):

## Исторические районы
В составе города Красное Село выделяют два исторических района:
- Дудергоф — бывшая мыза, территория у железнодорожной платформы Дудергоф (б. Можайская), между Дудергофским озером и границей города Красное Село[57].
- Скачки — бывшая Павловская слобода, между Гореловским путепроводом, линией Гатчинской железной дороги, продолжением улицы Освобождения и Стрельнинским шоссе.

## Промышленность
Основанная Петром I в 1714 г. Нижняя бумажная фабрика (ул. 1 Мая, д. 2) существует и по сей день. Петровские постройки фабрики утрачены. Сохранились протяжённые бутовые корпуса, построенные в 1874—1875 гг. Производство бумаги прекращено в 2003 г. Музей фабрики уничтожен в 1990-е гг. На 2013 г. фабричные корпуса занимают различные арендаторы. Фабричный посёлок, построенный в 1903—1905 гг. по проекту инженера Красносельской бумажной фабрики Петра Михайловича Горбунова, расселён в 2007—2010 гг. Все четыре деревянных дома посёлка серьёзно пострадали от пожаров. Фабричный городок не получил охранного статуса от КГИОП. В 2019-м году часть земли выкупил частный застройщик, согласно заявлениям в прессе, планируется восстановление посёлка в его оригинальном виде.
На пр. Красных Командиров действует ОАО «Термопласт» (бывший Красносельский завод пластмасс, использующий корпуса Верхней Красносельской бумажной фабрики).
В городе находится производственная площадка ЗАО «Чипита Санкт-Петербург».

## Достопримечательности
- Троицкая церковь — памятник архитектуры «аннинского барокко». Храм относится к Санкт-Петербургской епархии Русской православной церкви, является центром Военного благочиния[60]
- Александро-Невская церковь
- Дворец Великого князя Михаила Павловича.
- Дворцовый и Нижний парки
- Дворец Александра I с садом на берегу Безымянного озера (в руинах)
- Памятник узникам нацизма
- Вечный огонь в Дворцовом парке
- Скорбящая матерь
- Безымянное озеро
- Памятник А. Ф. Можайскому на развилке Гатчинского и Кингисеппского шоссе
- Арка Победы. Открыта 9 мая 2015 года к 70-летию Победы. При этом вокруг арки создана новая площадь Воинской Славы.
- Православная церковь Святого Праведного Симеона Богоприимца на месте обретения Явленного Образа 11/24 мая 1800 года. Архитектор Фомичев Г. П. 2016 г.
- Храм-часовня в честь Святой Равноапостольной царицы Тамары (1848—1849, реконструирован).

## Фото
- Схемы военного лагеря из «ВЭС»
- Троицкая церковь. Красное Село. Фото 1890—1895 гг.
- Красное Село. Здание вокзала. Фото 1892—1900 гг.
- Современное здание вокзала в Красном Селе
- Бюст А. Ф. Можайского. Санкт-Петербург, Красносельский район, Красное Село. Надпись: Создатель первого самолёта Александр Фёдорович Можайский (1825—1890)
- Арка Победы в Красном Селе. Открыта 09.05.2015
- Фрагмент плана генерал-майора Фёдора Шуберта, создавшего в 1817-м году подробный (в 1см 42 метра) план Санкт-Петербурга и окрестностей, с отмеченным местом обретения Явленного Образа.
- Обретенный на выезде из Красного Села крестьянином Василием Кисляковым 11 (24) мая 1800 года Явленный Образ Симеона Богоприимца.

## Описание герба
В червлёном поле серебряная шпага золотым эфесом вверх, с таким же темляком, накрест со вписанным в щит серебряным, развернутым свитком (наподобие волнистой левой перевязи с одной волной вверху и одним просветом внизу) и поверх всего — золотой гвардейский кивер XIX века (без султана, с кистями этишкета слева). Щит увенчан золотой башенной короной о трёх видимых зубцах.

## Органы власти
Глава муниципального образования: Мареев Евгений Маерович.